# Quinç
Quinç (en francès i oficialment Quins) és un municipi francès del departament de l'Avairon, a la regió d'Occitània.